# パンプローナ
パンプローナ（スペイン語: Pamplona）またはイルーニャ（バスク語: IruñaまたはIruñea）は、スペイン・ナバーラ州のムニシピオ（基礎自治体）。ナバーラ州の州都である。かつてはナバーラ王国の首都だった。
毎年7月6日から14日にはサン・フェルミン祭（牛追い祭り）が開催される。アーネスト・ヘミングウェイの長編小説『日はまた昇る』の主な舞台である。

## 地理
パンプローナはナバーラ州の中央部に位置し、パンプローナ盆地として知られる円形の盆地の中にある。パンプローナは東西と南北の道路が交差する十字路にあり、北部と南部で大きく自然景観をつなぐ通商路となってきた。
パンプローナの歴史地区は、エブロ川支流のアルガ川右岸にある。今日の市街地はアルガ川の両岸に広がっている。気候は、大陸性地中海気候（en）の影響を受けた海洋性気候で、年間平均気温は12.6℃である。
|               | 1月 | 2月 | 3月 | 4月  | 5月  | 6月  | 7月  | 8月  | 9月  | 10月 | 11月 | 12月 | 計   |
| ------------- | --- | --- | --- | ---- | ---- | ---- | ---- | ---- | ---- | ---- | ---- | ---- | ---- |
| 平均気温 (°C) | 5.2 | 5.5 | 9.4 | 10.9 | 16.3 | 17.7 | 21.2 | 21.8 | 19.2 | 14   | 6.3  | 4.8  | 12.6 |

## 歴史

### 都市の誕生とローマ

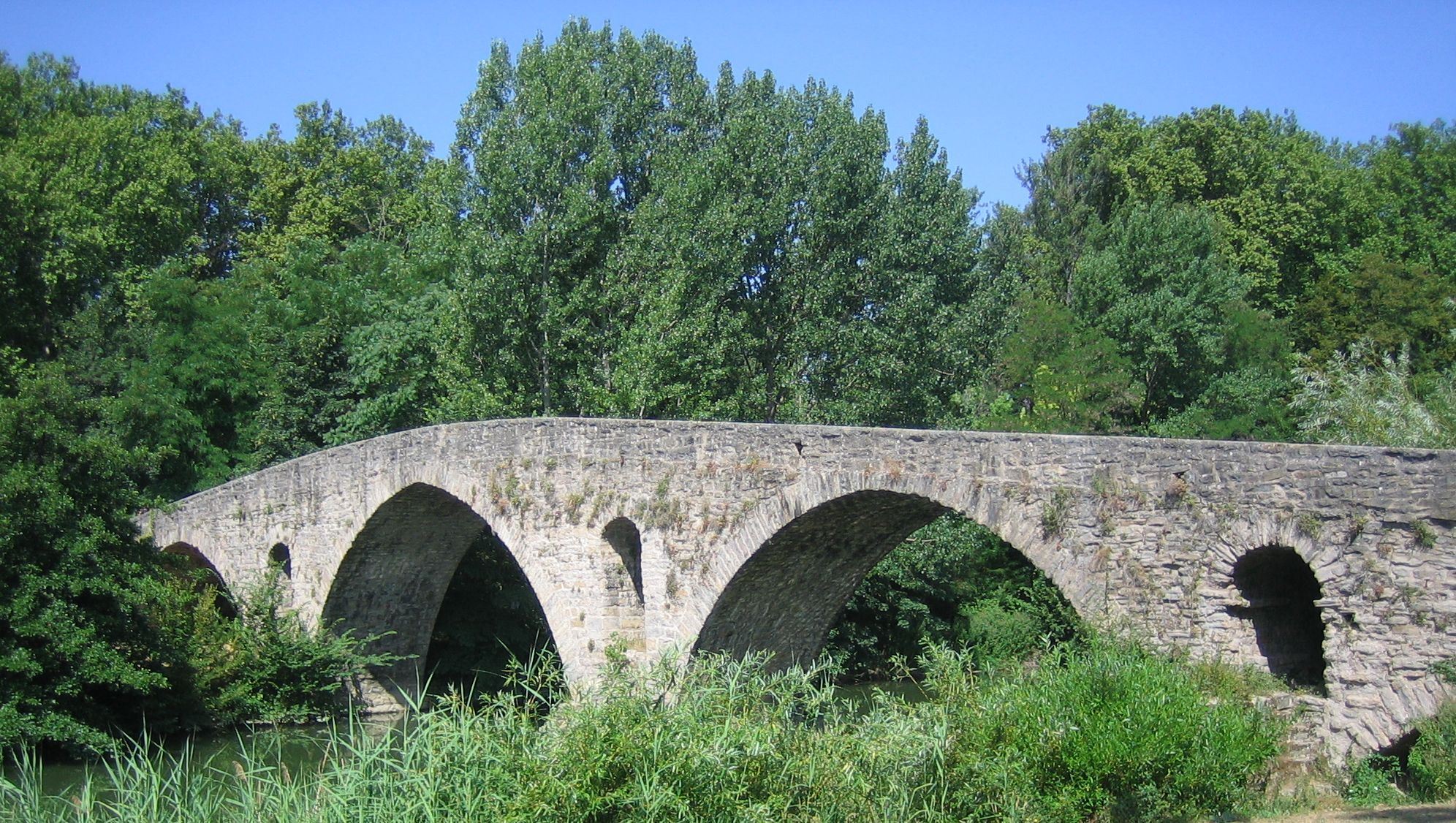
アルガ川に架かるマグダレーナ橋

紀元前75年から74年にかけての冬、一帯は共和政ローマの将軍ポンペイウスがセルトリウスとの争いの中で駐屯地とした。彼はポンパエロ（Pompaelo）の創設者とみなされている。ポンパエロが現代スペイン語でパンプローナとなった。ここは、ローマ人がやってきた頃に既に一帯に住んでいたヴァスコン人（en、バスク人の祖先とされる）の主要な町で、彼らは町を、都市を意味する言葉『イルーニャ』（Iruña）と呼んだ。ローマ都市ポンパエロは属州ヒスパニア・タラコネンシスに含まれ、ブルディガラ（現在のボルドー）からアストゥリカ（現在のアストルガ）へと至る道の途上にあった。それはカエサラウグスタ（現在のサラゴサ）の属州州都の管轄区域にある都市だった。ポンパエロはローマ属州ヒスパニアの目立った都市とは今までみなされず、最近の考古学発掘物が高い内容の文化の発展を公にした。

### 中世初期
ローマ帝国の衰退後、4世紀から8世紀に西ゴート王国が栄えた時代には、西ゴート族がポンパエロを管理下においていたとすればもっともだが、おそらく断続的な支配だけだったのだろう。パンプローナの要塞化された都市は、土着のヴァスコン人が独立を保っていた。それは、数名のパンプローナ人司教がトレド教会会議に出席していたことでも知られていた。
8世紀、モーロ人とフランク族が断続的に市を支配下に置いた。732年、アブドゥル・ラフマーン・アル・ガーフィキーがピレネーを越えてトゥール・ポワティエ間の戦いで敗北した。この曖昧な時代に最もよく知られる挿話は、カール大帝が778年にサラゴサ遠征を失敗した後、パンプローナの市壁を破壊したことである。彼はその直後に有名なロンスヴォーの戦いで敗北したのである。8世紀終わり、パンプローナとその影響を受け動揺する一帯は、2つの強力な国家、フランク王国と後ウマイヤ朝の間にあった。しかしこの2つはバスク地方を恒久的に支配することが確実でなかったと証明された。この錯綜は、バスク人貴族の内部紛争も反映していた。ついに、824年にイニーゴ・アリスタがパンプローナ王（のちにナバーラ王）として即位した。この王国は、弱体化したフランク王国とコルドバの太守国からその独立を強化した。それにもかかわらず、この時代のパンプローナは都市として繁栄せず、ちょうど要塞の一種であった。

### 3つのブルゴスと1つの都市
11世紀から復活した経済成長がパンプローナの都市生活を回復させた。歴代のパンプローナ司教たちは、教会内の指導者的役割に復帰した。かつて数世紀間孤立していた修道院、特にレイレ修道院は実際に宗教の権力を持っていた。サンティアゴの巡礼路が、ピレネー山脈を越えてやってくるヨーロッパのキリスト教徒と商業・文化のやりとりを復活させるのに多大に貢献した。12世紀、パンプローナは2つの分離されたブルゴス（独立した自治体）を持つ都市に拡大した。サン・セルニン（San Cernin）とサン・ニコラス（San Nicolás）は、地元ナバーラ人の定住者に加えフランス人商人と職人の流入によって膨張した。パンプローナ旧市街と、新ブルゴスはほぼ常に両者の間で起こる紛争で忙しかった。最も劇的な事件は、1276年に起きたブルゴス住民によるナバーラ人居住区の破壊と住民の虐殺である。この凄惨な出来事の場所は以後ほぼ50年間打ち捨てられていた。ナバーラ王カルロス3世は、1423年にブルゴスを統合して1つの都市とする法令を発した。

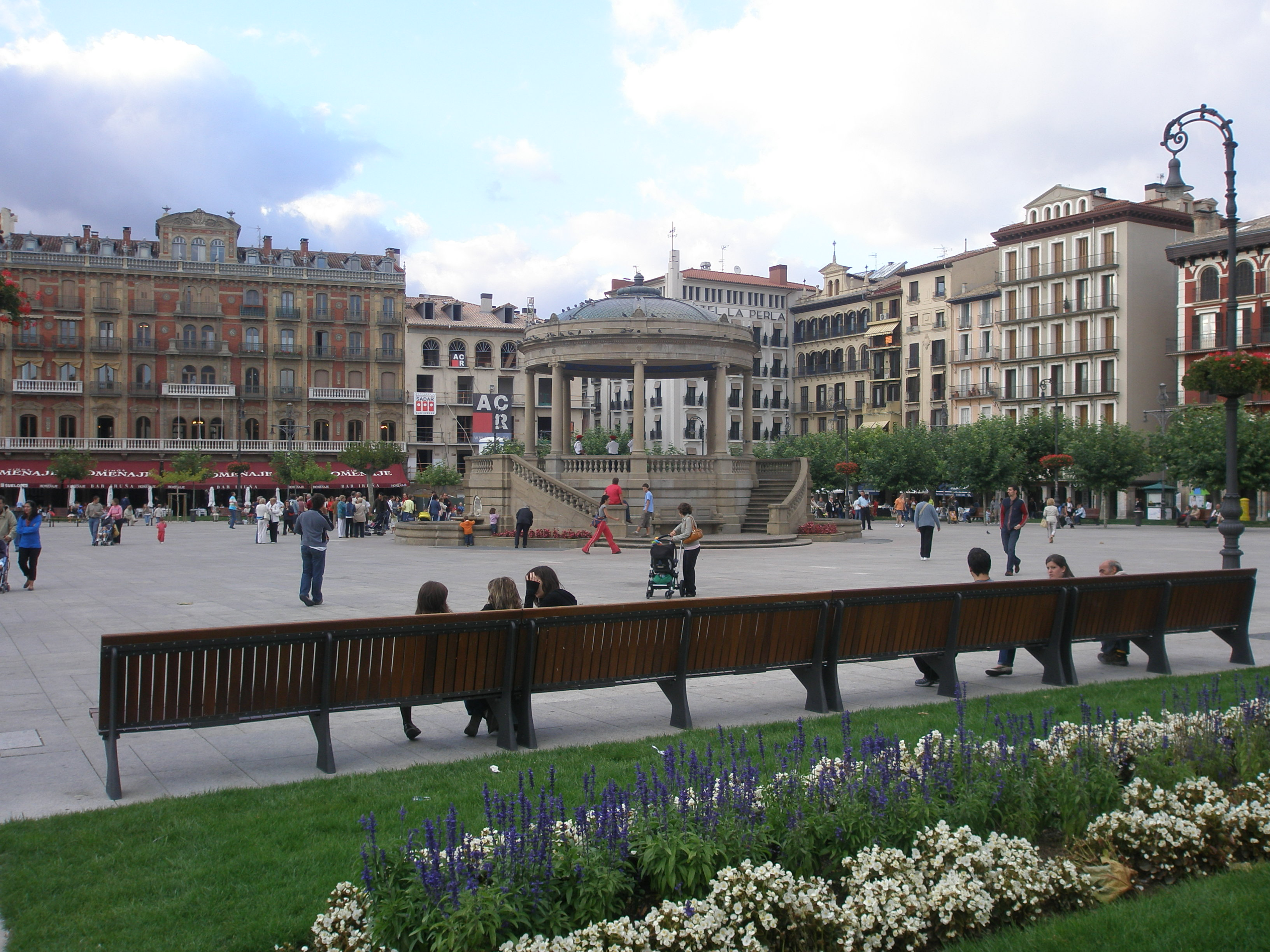
カスティージョ広場

### 城塞都市
1512年のカスティーリャ王国による軍事侵攻の際、敗北したナバーラ王フアン3世はフランスへ逃亡、その後奪回はことごとく失敗してしまった。ナバーラで開催されたコルテスは、ナバーラの自治権と独自性の維持を条件に、併合を受け入れた。以後、パンプローナは名目上のナバーラ王国の首都であり続けた。パンプローナは、ピレネーの軍事防衛における鍵の役割を得たのである。市の南側は弱く、ナバーラ王ルイス1世（フランス王ルイ10世）は14世紀初頭にこの地に城を建設した。これが現在知られているカスティーリョ広場である。カスティーリャによる併合後、フェルナンド5世は1513年に、中世の城と非常に近接した場所にある新しい城の廃棄を命じた。しかし、大砲の進化が要塞化システムの完全な刷新を要求した。フェリペ2世は市南側に星型要塞の建物建設と、全ての城壁の現代化を命じた。16世紀終わりから18世紀にかけて建てられた城壁は現在も残っている。
18世紀の間、パンプローナは相当に美化され都市サービスが改善された。途切れのない上水道が完備され、その他の強化に混じって通りが舗装された。裕福な貴族と商人も自分たちの邸宅を建てた。19世紀、この要塞化都市はスペインが巻き込まれた幾多の戦争で重要な役割を担った。スペイン独立戦争では、フランス軍が1808年にパンプローナを占領し、1813年まで駐留していた。カルリスタ戦争（1833年-1839年、1872年-1876年）では、パンプローナはそのたびごとに自由主義者らに管理された。一部のナバーラの自由主義者が主にパンプローナに住んでいたからではなく、政府が支配する要塞都市だったからである。カルリスタが田舎ほどたやすく支配したけれども、政府軍はナバーラの城壁に囲まれた都市を支配するのに何の問題もなかった。それにもかかわらず、カルリスタ戦争の末期には、現代的な大砲は、古い城壁がより強い敵と対峙するのに十分でなかったことを示す、周囲の山地からカルリスタによって操作された。そして、政府はパンプローナ北3kmのサン・クリストバル山の頂上に、サン・クリストバル砦の建設を決めた。

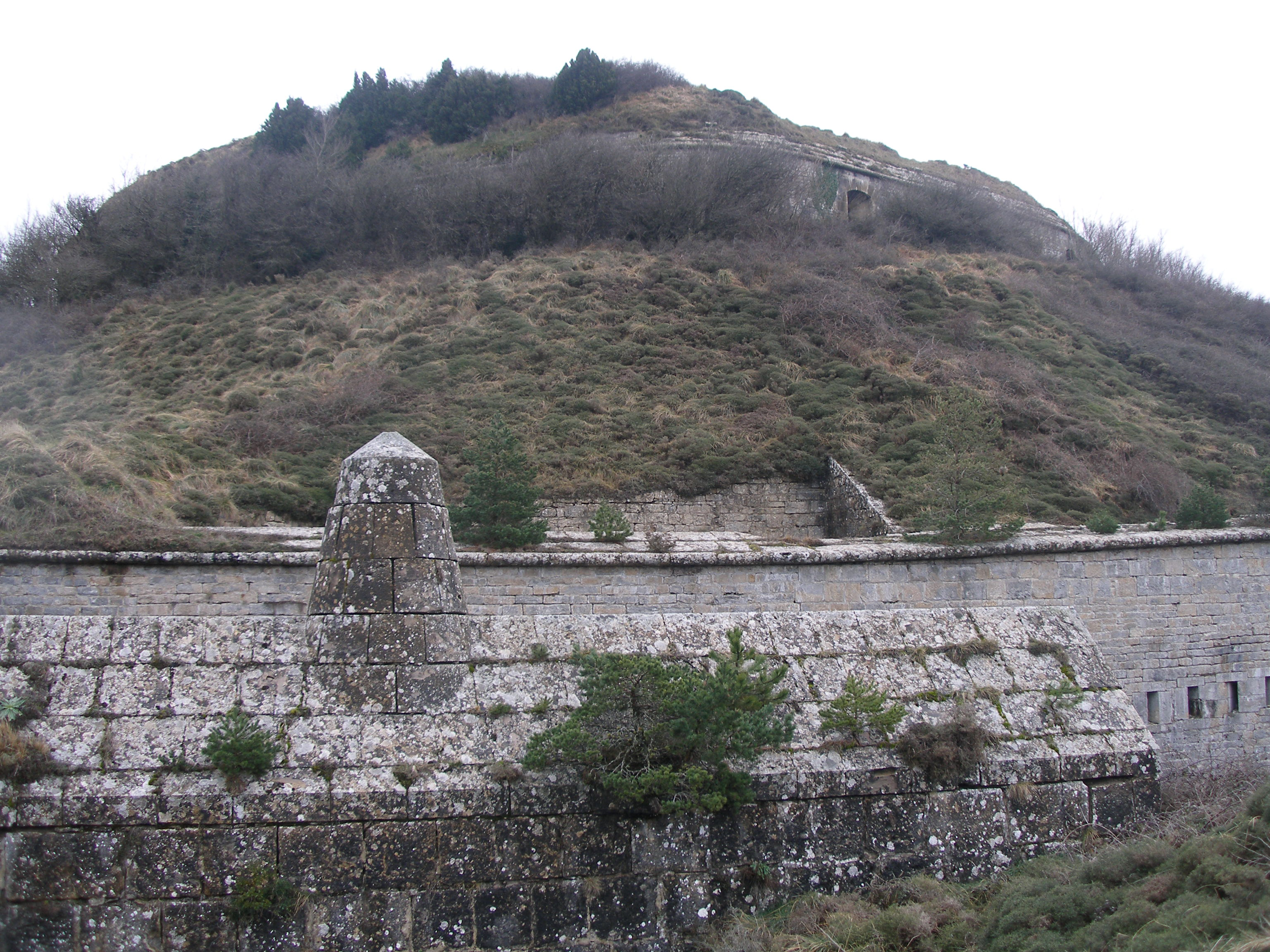
サン・クリストーバル砦の北側

軍事的な役割のため、市はベルトのように取り巻く城壁の外へ拡張することはできなかった。さらに、城壁に近接する一帯の建物は、攻囲軍のためどんな利益も避けるよう禁じられた。市は住宅密集地の増加によってのみ成長したのだった。高く狭い住宅が建てられ、田園地帯は次第に失われた。19世紀、道路輸送が改善され、1860年には鉄道がつながった。それにもかかわらず、パンプローナの産業はナバーラ全体と同様に産業革命の間弱々しかった。いずれにせよ、閉じこめられた要塞都市ではなんの産業の発展も実行しそうもなかった。
星型要塞のわずかな修正が1888年に6区画拡張するのが許可された後、第一次世界大戦はパンプローナの強化システムが既に廃れていたことを論証した。1915年、軍は城壁の破壊を許可し、市周囲の建物制限を廃止した。壁の南側は破壊され、その他の三方は都市の成長を妨げないよう残された。星型要塞は1964年まで軍事設備として使用され続けたが、それは兵舎としてだった。

### 工業化と現代化

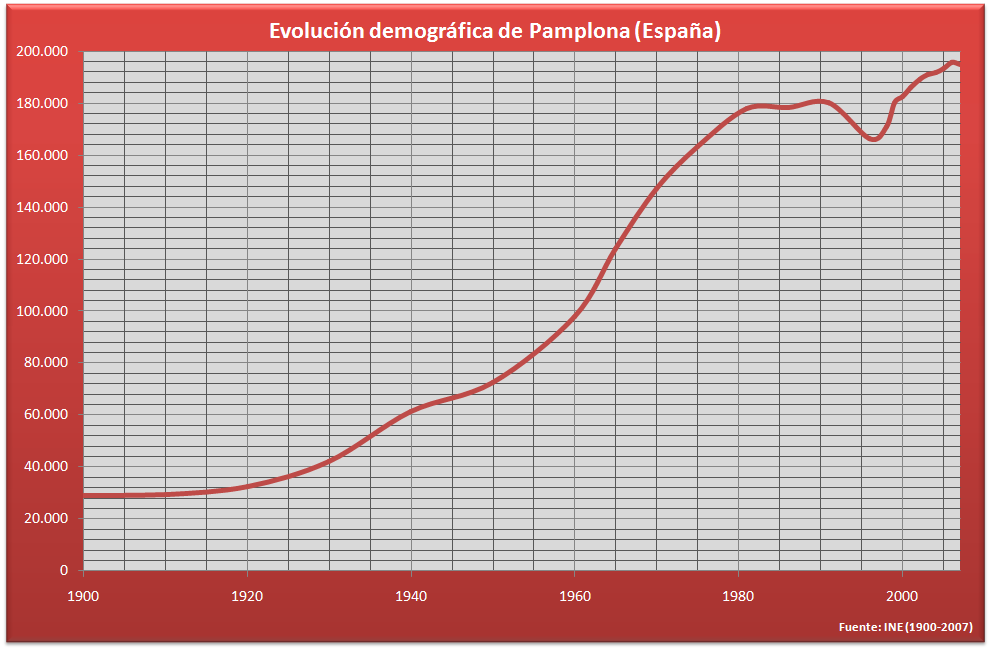
人口の伸び(1900年-2005年)

軍事的機能から解放され、パンプローナは特に20世紀初頭のナバーラ地方が経験した工業化と現代化の過程をリードした。都市化は工業とサービス業の発展によって伴われた。人口増加は1960年代から1970年代の、地方からの強烈な流入の影響である。ナバーラ地方の田舎のみならず、発展の進まないカスティーリャ・イ・レオン地方やアンダルシア地方からの移民が主であった。1990年代からは、海外からスペインへ移住してきた人々が主である。1975年にフランシスコ・フランコが死去して民主化が進められると、パンプローナは1982年に誕生したナバーラ州の州都となった。
パンプローナは、生活水準とクオリティ・オブ・ライフがスペインで高い都市の一つである。犯罪統計は国内平均より低いが、公共料金特に住宅が相対的に高い。都市の小ささと公共交通のアクセスの良さのため、目立った交通問題はない。政治については、バスク愛国主義の対立に強く影響されている。

## 都市化

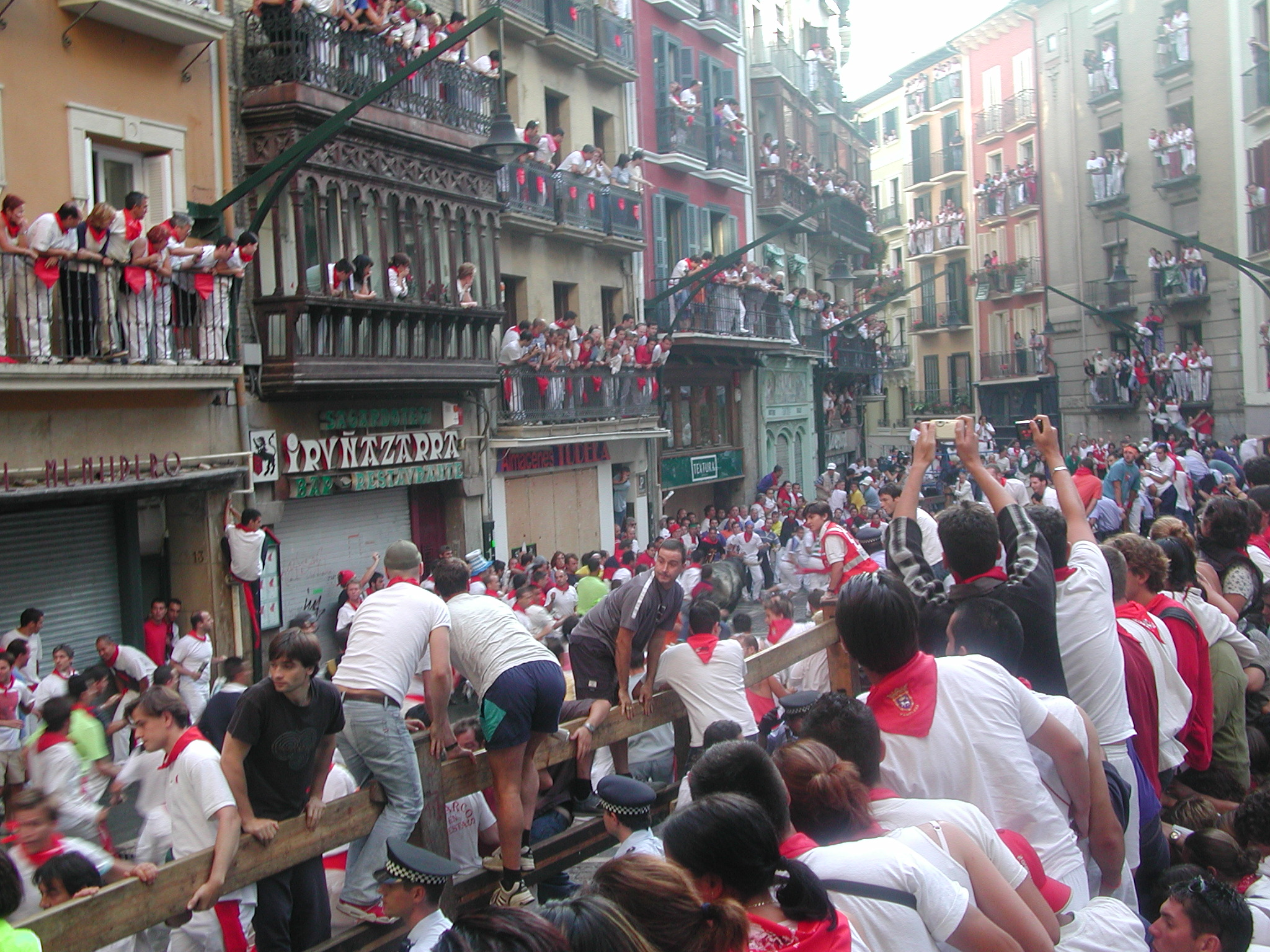
サン・フェルミン祭の光景。

ヨーロッパ諸国の他都市のように、旧市街（Casco Viejo）と呼ばれる部分と新市街との区別が容易である。旧市街の最も古い部分はナバレリーア（Navarrería）といい、ローマ時代の都市と一致する。12世紀、サン・セルニン地区とサン・ニコラス地区ができた。カルロス3世は1423年にこれら3地区を統合して1つの自治体とした。
19世紀終わりまで市街地のさらなる拡張はされなかった。1888年、星型要塞の少々の修正が許可されたが、6区画の建物が許可されただけだった。これは最初の拡張（I Ensanche）と呼ばれた。南側の城壁は1915年に破壊され、第二の拡張（II Ensanche）が計画された。この計画は、バルセロナのアシャンプラのためイルデフォンソ・セルダが設計した碁盤の目型プランによるものだった。区画は1820年代から1850年代にかけ建設された。広く普及したモデル住宅は、5階から8階まである共同住宅であった。
スペイン内戦後、パンプローナの3つの新地区が成長し始めた。ロチャペア、ミラグロサ、チャントレアである。チャントレアだけが近郊に計画され、ロチャペアとミラグロサは無秩序に成長した。1957年、パンプローナ市は最初の総合整理計画を企画し、さらなる都市発展のガイドラインを確立した。これによると、1960年代から1970年代にはサン・フアン、イトゥラマ、サン・ホルヘ、エチャバコイス、オルビナといった新たな住宅地区が創設された。
パンプローナの都市成長は、市の行政上の限界をしのぎ、バラニャイン、ブルラダ、ヴィジャバ、アンソアイン、ベリオサル、ノアイン、ウアルテ、といった自治体を巻き込んで広域都市圏を形成した。1980年代から1990年代、新たな住宅地区が生まれた。アスピラガニャ、メンデバルデア、メンディヨリである。ロチャペアは完全に一新された。これらの新住宅地区の都市化はスペイン国内の州都と非常によく似ており、1960年代から1970年代に極度の経済成長を経験していることも同じだった。碁盤の目プランは付け加えられなかったことから、都市化はあらかじめ設計され、共同住宅の建物はより高層化した。6階より低くなることはなく、多くが10階以上、20階のものもあった。以前は住宅と共存していた工場は、工業団地へ移転した（最古で唯一パンプローナの自治体圏内にあるのはランダベンである）。
近年、単身か二人程度の世帯が暮らす住宅地区が都市圏に増えている。シスル・マヨル、シスル、アランフレン、エグエス、ハラル、ベリオプラノ、アルスサである。新たな住宅地区は、ブツティンチュリ、レスカイル、エグエスではビルになった。共同住宅の建物はこれらの地区にあり、概して低層住宅で6階以上のものはないが緑地が豊富である。

## 経済
パンプローナは、数十年の間に小さな行政上の田舎の町から、中規模の工業とサービス業の都市へ転換した。工業は、最重要のものが自動車産業関連で、多種多様である。フォルクスワーゲンはランダベンの工場でフォルクスワーゲン・ポロを生産し、フォルクスワーゲンや他会社のため稼働する補助工場を多く持つ。その他の顕著な産業は、建築材料、金属加工、食品加工である。継続できるエネルギー科学技術は、風力原動機と風力発電があり、近隣のバリェ・デ・エグエス/エグエシバルは国立再生可能エネルギーセンター(CENER)と、再生可能エネルギーの開発を行っているアクシオナ・エネルヒアの所在地である。
パンプローナはナバーラの商業取引とサービス業の中心地である。ナバーラ大学とナバーラ大学付属病院は、私学教育と健康サービスを国内に幅広く、そして国際的にも提供している。

## 人口
| パンプローナの人口推移 1900－2010                       |
|                                                         |
| 出典:INE（スペイン国立統計局）1900年 - 1991年、1996年 - |

## 教育と文化
- ナバーラ大学 - 1952年創立。
- ナバーラ州立大学 - 1987年創立。

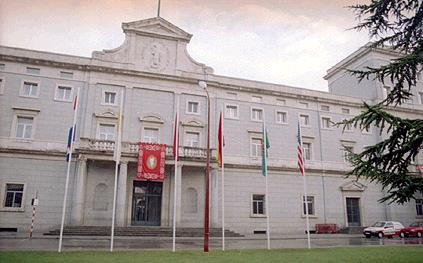
ナバーラ大学

- ナバーラ美術館 - 考古学および芸術遺産を収蔵。
- 宗教美術館 - パンプローナ大聖堂内にある。

## 交通
パンプローナは近隣のサラゴサとをA-15、サン・セバスティアン＝ドノスティアとをA-15、ビトリア＝ガステイスとをA-10、ログローニョとをA-12の各高速道路が結ぶ。2007年からバスが新たなバス・ステーションで運営されている。パンプローナ空港は、マドリードやバルセロナへの路線がある。鉄道路線はレンフェ（スペイン国鉄）が運営し、マドリード、サラゴサ、スペイン北部とつながっている。高速鉄道AVEはサラゴサ、マドリードとつながっている。新たな鉄道駅が市南部で建設中である。公営バスには20の平日路線と9の夜間路線がある。トラムについては議論が重ねられている。

## 見どころ

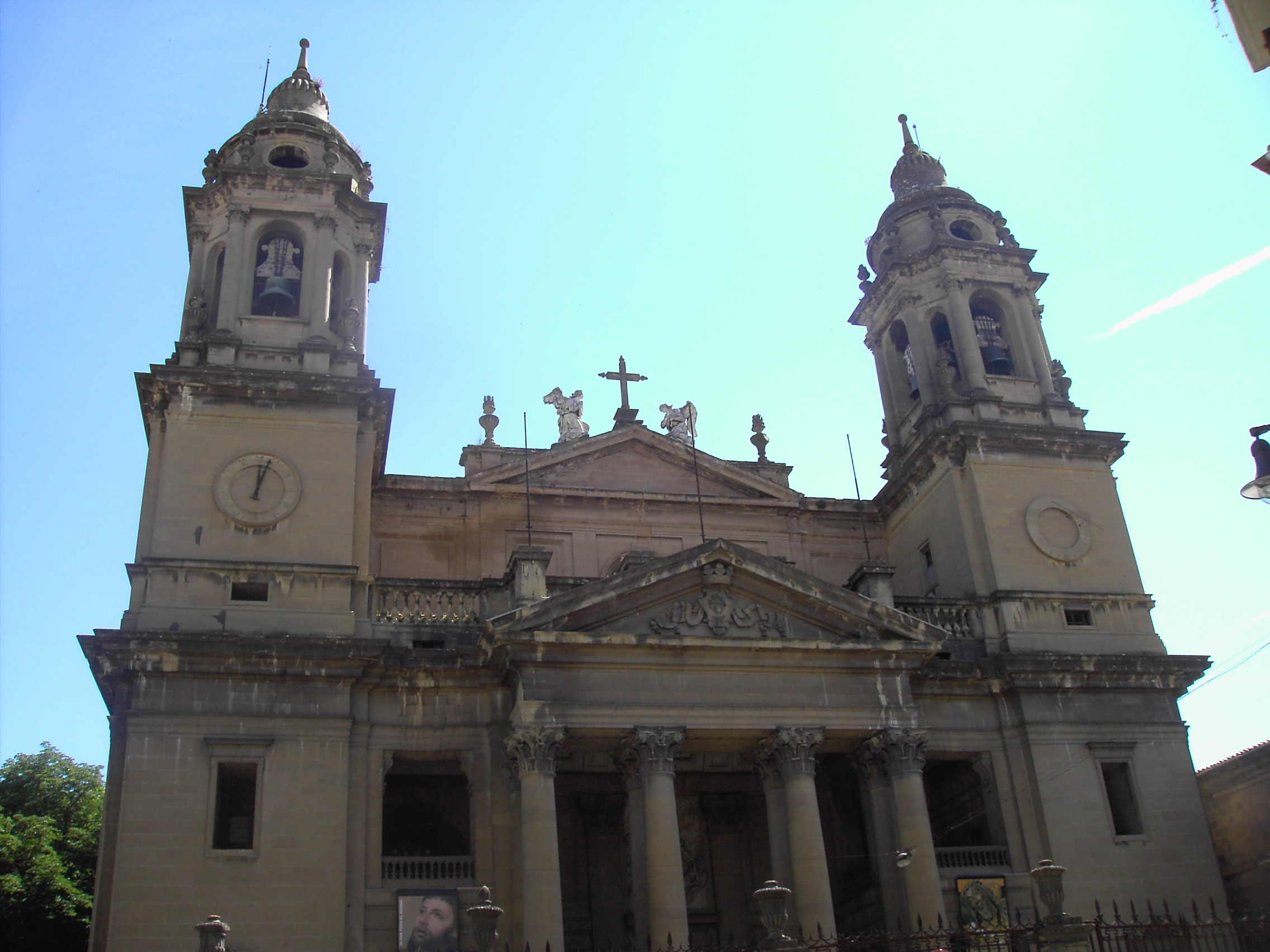
サンタ・マリーア・デ・パンプローナ大聖堂

市内にある数カ所の教会は、ほとんどが16世紀から18世紀にかけ要塞化が進められた時代に建てられた。その他公共の建築物はパンプローナ芸術歴史遺産に属している。
- サンタ・マリーア・デ・パンプローナ大聖堂（英語版） - 14世紀のゴシック様式。ファサードは新古典主義建築。ガルシア7世以降のナバラ王の霊廟でもある。
- サン・セルニン教会 - ゴシック様式
- サン・ニコラス教会 - ゴシック様式
- サン・フェルミン礼拝堂 - バロック様式

### 軍事と公共建築物
パンプローナがかつて継続して軍事都市であったことから、市壁四方のうち三方が、わずかな修正のうえシウダデラもしくは星型要塞が残っている。中世の構造全ては大砲を用いた攻城戦に抵抗する手段として交換された。現代の戦争に向かず完全に廃れ、かつての軍事施設は公園として現在利用されている。
現存する最古の公共建築物は、14世紀に建てられたもので、16世紀から19世紀までカマラ・デ・コンプトス（Cámara de Comptos、ナバーラ王国の自治的な会計検査部局）として使用された。アルガ川に架かる中世の橋がいくつかある。サンタ・エングラシア橋、ミルセ橋、マグダレナ橋、サン・ペドロ橋である。サン・ペドロ宮殿は、歴代のナバーラ王とパンプローナ司教によって変わりながら使用された。この宮殿は近代初期にはスペイン王国副王の宮殿となり、後にはナバーラの軍事総督府が置かれた。スペイン内戦以後、宮殿は廃墟と化し、近年になってナバラ総合公文書館として再建された。

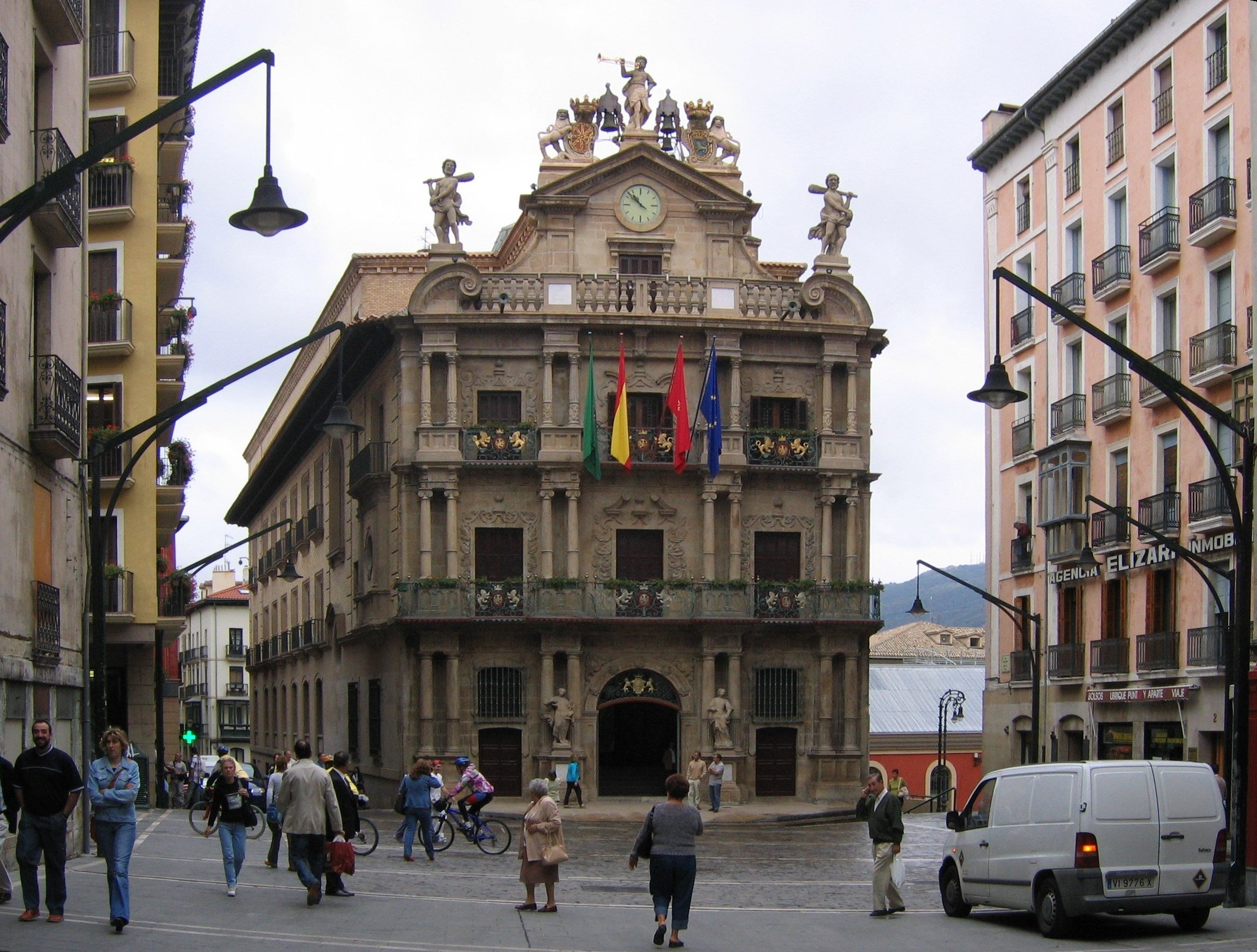
自治体庁舎正面のバルコニー

最も人目を引くバロック様式の公共建築は、18世紀からある自治体庁舎、司教館、フアン・エル・バウティスタ神学校、ロサレホ邸、エスペラタ邸（現在音楽学校）、ナバーロ＝タファラ邸（バスク愛国運動の事務所）である。ナバーラ州政府は庁舎として新古典主義建築のナバーラ宮殿を19世紀に建てた。
19世紀終わりと20世紀初頭、パンプローナの建築はその他の重要なスペイン諸都市のなかで十分に発達し、その趣向を見せていた。1912年完成のラ・アグリコラなど、いくつかの共同住宅はいくらか内気な近代主義装飾がされている。20世紀に最も知られたパンプローナの建築家は、ビクトル・エウサで、彼はヨーロッパの印象主義やアヴァンギャルド運動に影響された設計をした。

### 公園
パンプローナは多くの公園と緑地を持つ。最古のものはタコネラ公園で、17世紀の設計である。タコネラは舗装された小道、美しく配置された花壇、彫刻のあるロマンティックな公園である。
メディナ・ルナ公園は市の第二の拡張の一部として建設された。市の北部を見渡せ、くつろいで散策できるよう計画された。非武装化の後、シウダデラと周辺地区は広大な芝生と現代彫刻のある公園地区に転じた。
新たにできた近隣の公園で顕著な物は、イトゥラマとエルミタガニャの間にあるヤマグチ公園で、小さな日本庭園がある。ナバーラ大学のキャンパス、チャントレアにあるムンド公園、アルガ公園も同様に目を引くものである。

## スポーツ
- CAオサスナ - サッカークラブ。リーガ・エスパニョーラに属している。
- パンプローナ闘牛場 - 1923年再建。19,529席を擁し、世界で3番目に大きい闘牛場であるとされる。
- SDCサン・アントニオ - プロハンドボールクラブ。2001年にEHFチャンピオンズリーグで優勝。2013年解散。

ナバーラ州はバスク・ペロタが盛んであり、国際バスク・ペロタ連盟の本部がある。

## 出身者
- ミゲル・インドゥライン : 自転車競技選手
- パブロ・デ・サラサーテ : 作曲家・ヴァイオリニスト。
- ナイワ・ニムリ : 女優
- セサル・アスピリクエタ : サッカー選手

## 姉妹都市
- パーダーボルン、ドイツ
- バイヨンヌ、フランス
- パンプローナ（英語版）、コロンビア
- 山口市 （山口県）